# Vixen 357
Vixen 357 (ヴィクセン３５７, au Japon) est un jeu vidéo de type tactical RPG développé par NCS et édité par Masaya, sorti en 1992 sur Mega Drive.